# Mendesantilope
Die Mendesantilope oder Addax (Addax nasomaculatus) ist eine afrikanische Antilope aus der Tribus der Pferdeböcke (Hippotragini). Sie war einst in der gesamten Sahara verbreitet, ist heute aber weitgehend ausgerottet, hat nur in kleinen Rückzugsgebieten überlebt und gilt als hochgradig gefährdet.

## Merkmale
Mit ihrem kurzen, gelbbraunen bis gelblich weißen Fell ist die Mendesantilope an die Farbe des Wüstensandes angepasst. Die Oberseite des Schädels ist dunkelbraun gefärbt, im Gesicht befindet sich eine helle, X-förmige Zeichnung. An der Kehle wachsen längere, bartartige Haare. Die Hufe sind breit und können auseinandergespreizt werden, um ein Einsinken im Sand zu verhindern. Die Tiere erreichen eine Kopfrumpflänge von 1,1 bis 1,3 Metern, der Schwanz ist mit 25 bis 35 Zentimetern relativ kurz, die Schulterhöhe beträgt 95 bis 115 Zentimeter. Das Gewicht variiert zwischen 60 und 125 Kilogramm. Beide Geschlechter tragen spiralig eingedrehte Hörner, die bei Männchen bis zu 110 Zentimeter, bei Weibchen bis zu 80 Zentimeter lang werden können.

## Verbreitung und Lebensraum

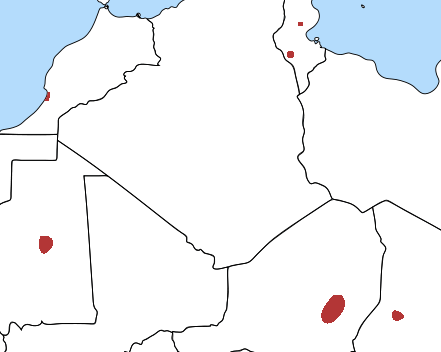
Verbreitung

Früher waren Mendesantilopen über weite Teile der Sahara verbreitet, heute sind sie in einem Großteil ihres Verbreitungsgebietes ausgerottet. Sie bewohnen nur noch isolierte Gebiete in Mauretanien, Mali, dem Niger und dem Tschad und wandern manchmal nach Algerien und in den Sudan. Ihr Lebensraum sind sandige Wüstengebiete.

## Lebensweise

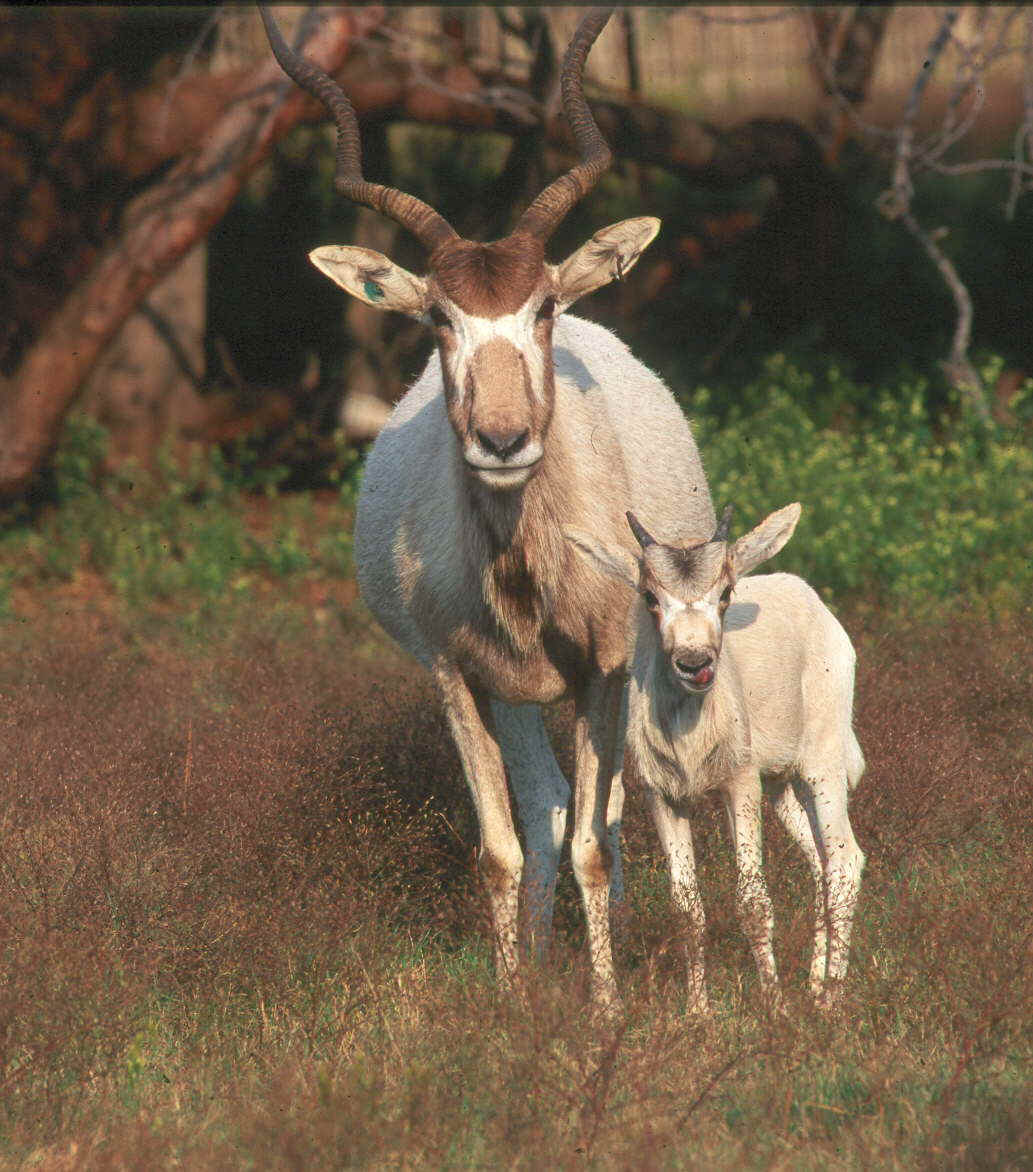
Mendesantilope mit Jungtier

Mendesantilopen sind wie viele wüstenbewohnende Tiere dämmerungs- und nachtaktiv. Tagsüber ruhen sie in Sandkuhlen, die sie mit den Vorderbeinen selbst graben, oft im Schatten von Felsen oder Büschen. Sie sind nomadisch und ziehen auf der Suche nach Nahrung umher. Die Herden umfassen fünf bis zwanzig Tiere und sind aus einem dominanten Männchen, mehreren Weibchen sowie deren Jungen zusammengesetzt. Jugendliche Männchen bilden eigene Junggesellenverbände.
Diese Tiere sind Pflanzenfresser und ernähren sich von Gräsern und Sträuchern. Sie müssen kein Wasser trinken, da sie die zum Leben benötigte Flüssigkeit über ihre Nahrung aufnehmen.
Im Winter oder Frühling bringt das Weibchen nach einer rund 8,5-monatigen Tragzeit ein einzelnes Jungtier zur Welt. Dieses ist zunächst rotbraun gefärbt. Nach drei bis vier Monaten wird es entwöhnt, die Geschlechtsreife tritt bei Weibchen mit 1,5 und bei Männchen mit 3 Jahren ein.

## Mendesantilopen und Menschen

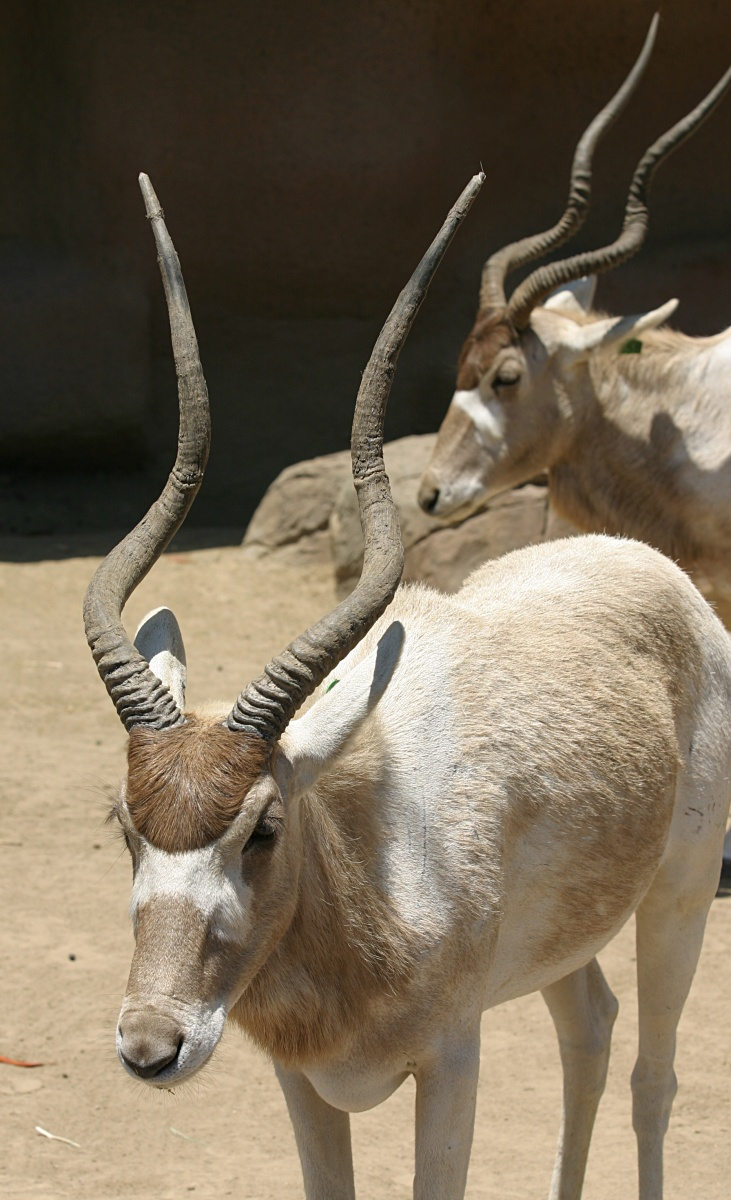
Mendesantilope im Zoo

Die IUCN führt die Mendesantilope als „vom Aussterben bedroht“ (critically endangered). Wegen ihres Fleisches und ihrer Haut wurde die Mendesantilope schon immer von Einheimischen gejagt. Die Bestände konnten dadurch allerdings nicht gefährdet werden. Erst die Vergnügungsjagden von motorisierten Fahrzeugen und Flugzeugen aus ließen die Populationen rapide schrumpfen. Heute gibt es noch etwa 100 Mendesantilopen im Niger, 200 im Tschad und weniger als 50 entlang der Grenze zwischen Mauretanien und Mali.
Mehr als 860 Tiere befinden sich in menschlicher Obhut, es laufen auch Auswilderungsprojekte in Marokko und Tunesien. So wurden im Dezember 2007 22 Tiere aus verschiedenen Zoos nach Tunesien gebracht.
Das 1989 vom Weltzooverband (WAZA) gegründete Zuchtbuch führt Terrie Correll vom zoologischen Garten The Living Desert Zoo and Gardens in Indian Wells in Kalifornien. Daneben bestehen ein Europäisches Erhaltungszuchtprogramm, das Heiner Engel im Zoo Hannover koordiniert, sowie zwei weitere nationale Zuchtbücher im Zoo Werribee in Australien und im Himeji Central Park, Japan.
Im November 2008 lebten weltweit 595 Mendesantilopen in wissenschaftlich geleiteten zoologischen Gärten, davon 302 in Europa. Darüber hinaus bestehen in den Vereinigten Arabischen Emiraten (Zoo Al Ain), in Ägypten (Giza Zoological Garden) und den USA (Chicago Zoological Park) Zuchtherden mit insgesamt weiteren 60 Exemplaren.
Die Bezeichnung Mendesantilope leitet sich vom Mendes-Widder ab, einer lokalen altägyptischen Gottheit. Tatsächlich ist die Mendesantilope auf alten ägyptischen Abbildungen zu sehen, die darauf hindeuten, dass sie in Ställen gehalten und zu Opferzwecken geschlachtet wurde. Die Herkunft des Namens Addax ist unbekannt, wahrscheinlich ist er aber afrikanischen Ursprungs.

## Systematik

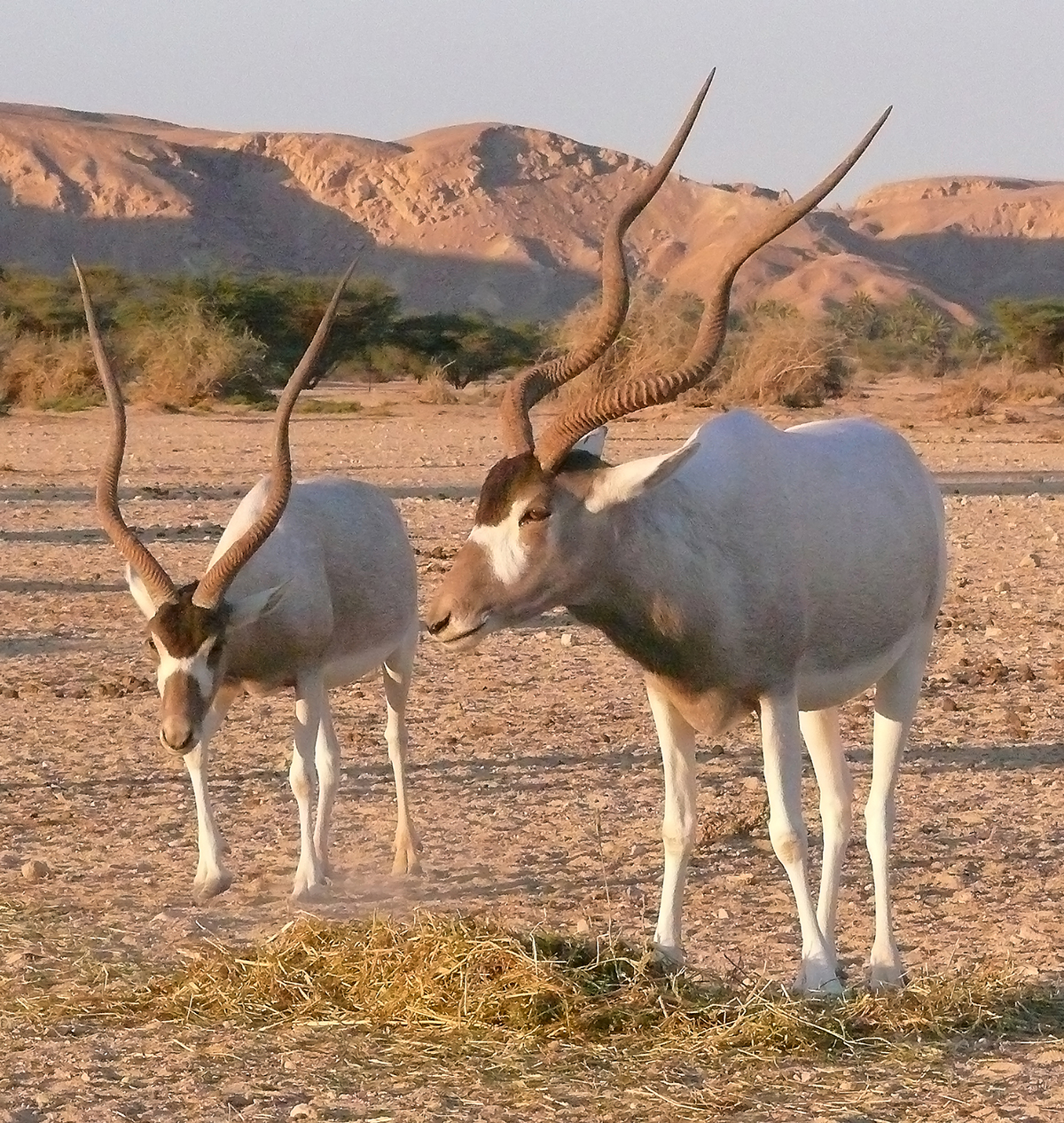
Mendesantilopen

Die nächsten Verwandten der Mendesantilopen sind die Oryxantilopen, die ebenfalls an trockene Lebensräume angepasst sind. Gemeinsam mit ihnen und den Tieren der Gattung Hippotragus bilden sie die Tribus der Pferdeböcke (Hippotragini) innerhalb der Hornträger (Bovidae).